# 福安寺
福安寺位於臺灣臺南市後壁區長安里中寮42號，是當地安溪寮聚落的重要廟宇，為當地庄廟。福安寺原名「福安堂」，主祀清水祖師，民國36年（1947年）重建後才改稱為今名。

## 沿革
據說安溪寮先民在清乾隆三十年（1765年）左右從故鄉福建省泉州府安溪縣將清水祖師迎奉來臺，之後約在乾隆卅三年（1768年）建立「福安堂」供奉。廟中除清水祖師之外，還有供奉岳府元帥、中壇太子、福德正神。廟名由來乃是取「福祐安溪」之意，據傳因屢次顯靈截殲侵襲庄頭的土匪而獲得庄民之崇信。
建廟之後，於道光十三年（1833年）修葺一次，但毀於同治元年（1862年）的大地震，庄紳林欽仰隨即發動募金重建。日後到了昭和十六年（1941），又遭大地震震毀，全部神佛暫祀於庄內林大道宅中。
迨至戰後民國34年（1945年），庄紳林鐘山等人倡議重建，將原本福安堂建築拆掉後原地重建成有前後二店的新廟。此外重建後，增祀「蕉顯龍廣天王」，更名「福安寺」。當時聘請唐山師傅順財師來建造廟宇，當地耆老述說當年大小木匠師都在安溪林姓宗祠雕刻，廟宇彩繪則是當地蘇登造先生彩繪，因蘇登造與台南潘春源、潘麗水兩位大師認識，蘇登造就請兩位大師共同創作，廟宇彩繪些許有兩位大師的作品
民國48年（1959年），庄紳林石吉再發動重建兩側廟室。民國50年（1961年），林鐘山倡修屋頂及補修剪黏。民國64年（1975年），時任主委林中信發動增建鐘鼓樓，於民國67年（1978年）完工，成今日之廟貌。

## 籤詩
福安寺的籤詩有「運籤」和「藥籤」之分，其中「運籤」有76首，均為七言絕句，有人傳說是清水祖師扶乩寫出。運籤76首除了最後一首外，前面75首都以一名古人或神仙來象徵該籤的運途。此外76首籤詩藏頭連綴，可成「臺南府嘉義縣下加冬保安溪寮庄、清水祖師靈感籤詩、利人方便、凡我本境弟子及遠近善男信女、問筮吉凶、懇求禍福、宜潔淨誠心、許爾焚香禮拜、抽出一枝、再請金杯為準、未卜先知、明斷有應」的句子。
藥籤則依籤筒分成男科、婦科、小兒科、眼科、藥科等等，分立於正殿左右。過去醫學不發達的年代，居民會來此抽籤再依指示的藥引到中藥房配取。

## 傳說
傳說1895年日軍要來到安溪寮前夕，清水祖師降乩指示居民準備長方形白布，並在中間畫上紅色圓圈，再高掛於庄口。最初居民不知有何用意，但日軍看到安溪寮掛有「日本國旗」，認為當地居民是「順民」而沒有加以攻擊。